# 멸종에의 반란
멸종에의 반란(줄여서 엑스알)은 세계적 환경 운동인데, 기후 체계의 임계점을, 생물다양성을, 그리고 사회적이고 생태적인 붕괴를 피하는 정부 행동을 촉구하기 위해 비폭력 시민 불복종을 사용하는 명시된 목표를 가지고 있다.. 멸종에의 반란은 게일 브래드브룩, 사이먼 브램월, 그리고 로저 핼럼에 의해 2018년 5월에 영국에서 만들어졌는데 선전운동 단체 '라이징 업'으로부터의 8명의 다른 공동설립자들과 같이 말이다.
그것의 첫 주요 행동은 2018년 10월 17일에 런던 그린피스 사무실을 점거하는 것이었는데, 그것은 영국 국회 밖에서 2018년 10월 31일에 "반란의 선서"에서의 공식 출범이 뒤따랐다. 그달 초에, 약 100개의 교육기관들이 행동에의 요구를 그들이 지지한다고 서명했다. 2018년 11월에, 런던의 테임즈 강을 가로지르는 5개의 다리들이 투쟁으로 막혔다. 2019년 4월에, 멸종에의 반란은 런던 중앙의 다섯 곳의 유명한 곳을 점거했다: 피가딜리 서커스, 옥스포드 서커스, 마블 아치, 워털루 다리, 그리고 국회 광장 주위의 지역. 2021년 8월에, '불가능한 반란'이 런던을 목표로 정했다.
'점거', 서프러제트(참정권 운동가)들, 그리고 시민권 운동 같은 풀뿌리 운동으로부터의 영감을 언급하며, 멸종에의 반란은 다음의 것을 막기 위한 긴급함을 염두에 두는 목표를 세우는데 그것은 이후의 "기후 붕괴" 뿐만 아니라, 진행 중인 6번째 대멸종도 말이다. 이 운동의 많은 활동가들은 체포와 투옥을 받아들이는데, 1961년의 백인위원회의 무더기 체포 전술과 비슷하게 말이다. 이 운동은 멸종 상징으로 알려진, 모양을 낸, 원형의 모래시계를 사용하는데, 많은 종들에 대해 시간이 빠르게 고갈되고 있다는 경고로 쓰기 위해 말이다.
수천명의 잠재적 지지자들을 잃을 지도 모르는 "환경의 광신자들"로 멸종에의 반란은 비판받아왔다. 멸종 반란의 2019년 투쟁은 런던 경찰에게 750만 파운드를 지불하게 한다. 이 운동과 함께 하는 활동가들은 유리창 깨기 같은, 재산 파괴를 유발하는 것을 또한 변호해왔다. 멸종 반란은 그런 전략이 때로 필요하다고 그리고 그들은 누구도 위험에 빠뜨리지 않도록 조심한다고 말해왔다. 2019년 10월 15일에 행해진 3,482명의 영국 성인들에 대한 유고브 여론조사에서, 그들의 목적에 관심을 끌기 위해서 "런던을 마비"시키기 위해 도로와 대중교통을 막는 멸종 반란의 행동을 54퍼센트는 "강하게 반대"했거나 "다소 반대"했는데, 한편 36퍼센트는 이런 행동들을 "강하게 지지"했거나 "다소 지지"했다.

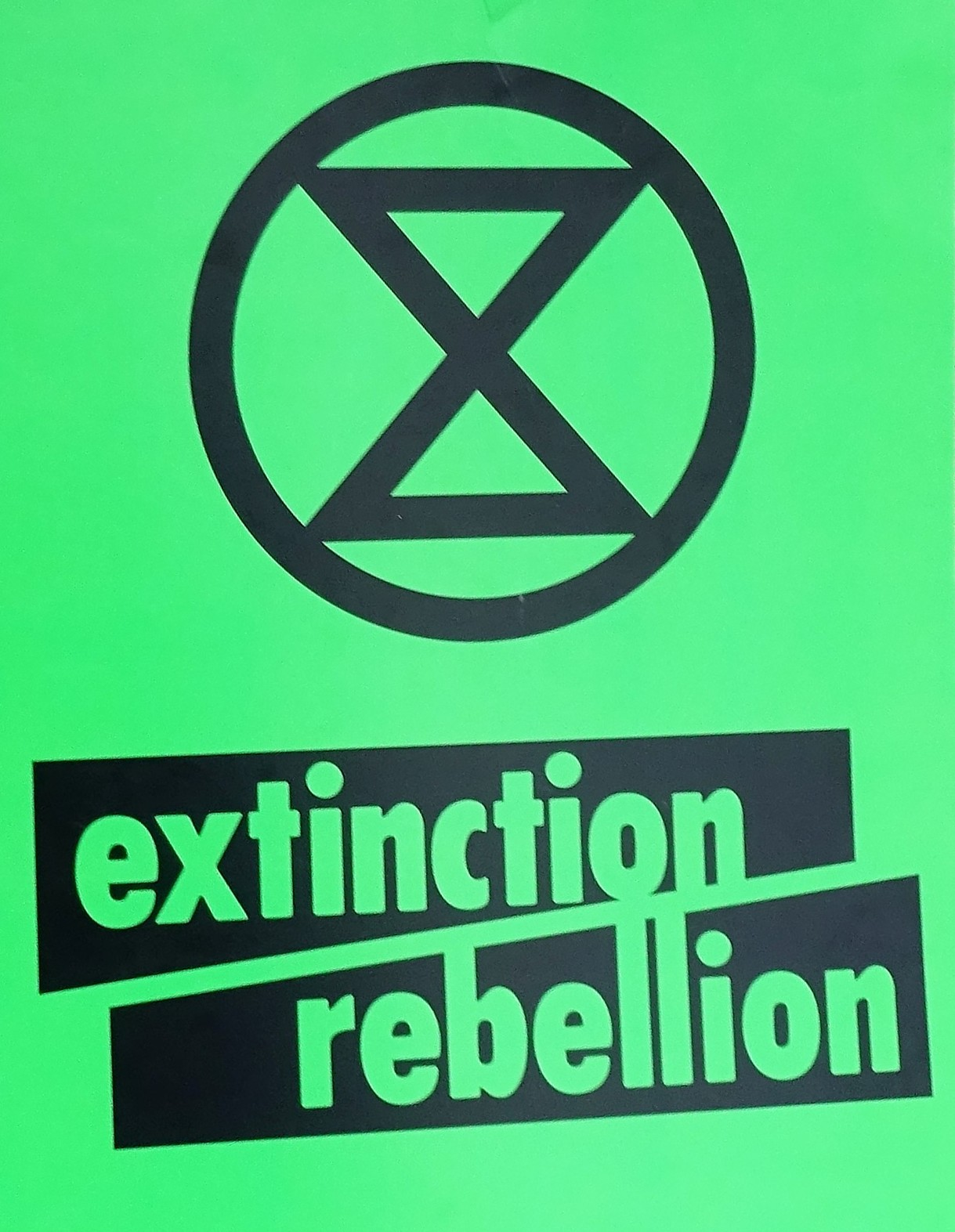
멸종 상징과 그것의 로고를 포함하는 멸종 반란 현수막

## 진술된 목표와 원칙

### 목표
영국에서의 단체의 출범의 시점에, 멸종 반란의 웹사이트는 다음의 목표를 진술했다:
1. 정부는 기후적 그리고 생태적 비상상태를 선포함으로써 진실을 말해야하는데, 변화에 대한 시급성을 소통하는 다른 기관들과 협력하면서 말이다.
2. 정부는 생태다양성 파괴를 멈춰야하고 2025년까지 넷-제로로 온실가스 배출을 줄여야한다.[32]
3. 정부는 기후와 생태적 정의에 대한 시민모임, 그것을 만들어야하고, 그것의 결정에 의해 운영되어야한다.

이 운동이 미국으로 확장되었을 때, 추가적 요구가 그 단체의 목록에 더해졌다: "우리는 다음과 같은 공정한 전환을 요구하는데 그것은 가장 힘없는 사람들을 그리고 원주민 독립성을 우선시하는 [전환]; 수년간의 환경 불평등에 대해 흑인, 원주민, 유색인 그리고 가난한 주민들, 그들에 의한 그리고 그들을 위한 치료와 치유를 제공하는 [전환], 생태계가 끊임없이 번영하고 재생산되는 법적 권리를 확립하는 [전환], 그리고 인간과 모든 종의 멸종의 중단시키기 위해 진행 중인 환경살육의 영향을 치유하는 전환이며, 모두를 위해 생존가능한, 공정한 지구를 유지하기 위해서 말이다.

### 원칙
엑스알은 그것의 웹사이트에 다음의 것을 쓰고 그것의 성명에서 다음의 것을 설명한다:
1. "우리는 공유된 변화에 대한 비전을 가지는데---다가올 세대를 위해 적합한 세상을 만드는 것이다.
2. 우리는 필요한 것에 대한 우리의 임무를 설정하는데—이것을 이루기 위해서 "힘으로 추동된 조직하기" 같은 개념을 사용해서 체계 변화를 이루기 위해 인구의 3.5퍼센트를 움직이게 하는 것이다.
3. 우리는 재생산적 문화를 필요로 하는데—건강한, 유연한, 그리고 적응가능한 문화를 만드는 것이다.
4. 우리는 드러나게 우리 자신에 드리고 이 독성을 가진 체계에 도전하는데, 우리의 편안한 곳을 벗어나 변화를 위한 행동을 취하면서 말이다.
5. 행동, 반성, 학습하기, 그리고 더 많은 행동에 대한 계획하기라는 순환(우리 자신의 경험 뿐만 아니라 다른 운동과 맥락으로부터의 학습하기)을 따라서의 반성하기와 학습하기에 우리는 가치를 둔다.
6. 우리는 모두를 그리고 모든 사람의 모든 부분을 환영하는데—더 안전하고 더 접근가능한 공간을 만들기 위해 활동적으로 일하면서 말이다.
7. 우리는 권위에 대해 적극적으로 지양하는데—더 평등한 참여를 위해 권위라는 위계를 깬다.
8. 우리는 비난하기와 창피주기를 지양하는데—우리는 독성의 체계 안에 살지만, 누구도 비난당해서는 안 된다.
9. 변화를 가져오는 가장 효과적 방법으로서 비폭력 전략과 전술을 사용하는 비폭력 연결망이 우리다.
10. 우리는 자주성과 탈중심화에 기반하는데—권력에 도전하는데 우리가 필요로 하는 구조를 우리는 종합적으로 만든다. 이 핵심 원칙과 가치를 따르는 누구나 멸종 반란의 이름으로 행동을 취할 수 있다."[36]

## 조직하기

### 구조

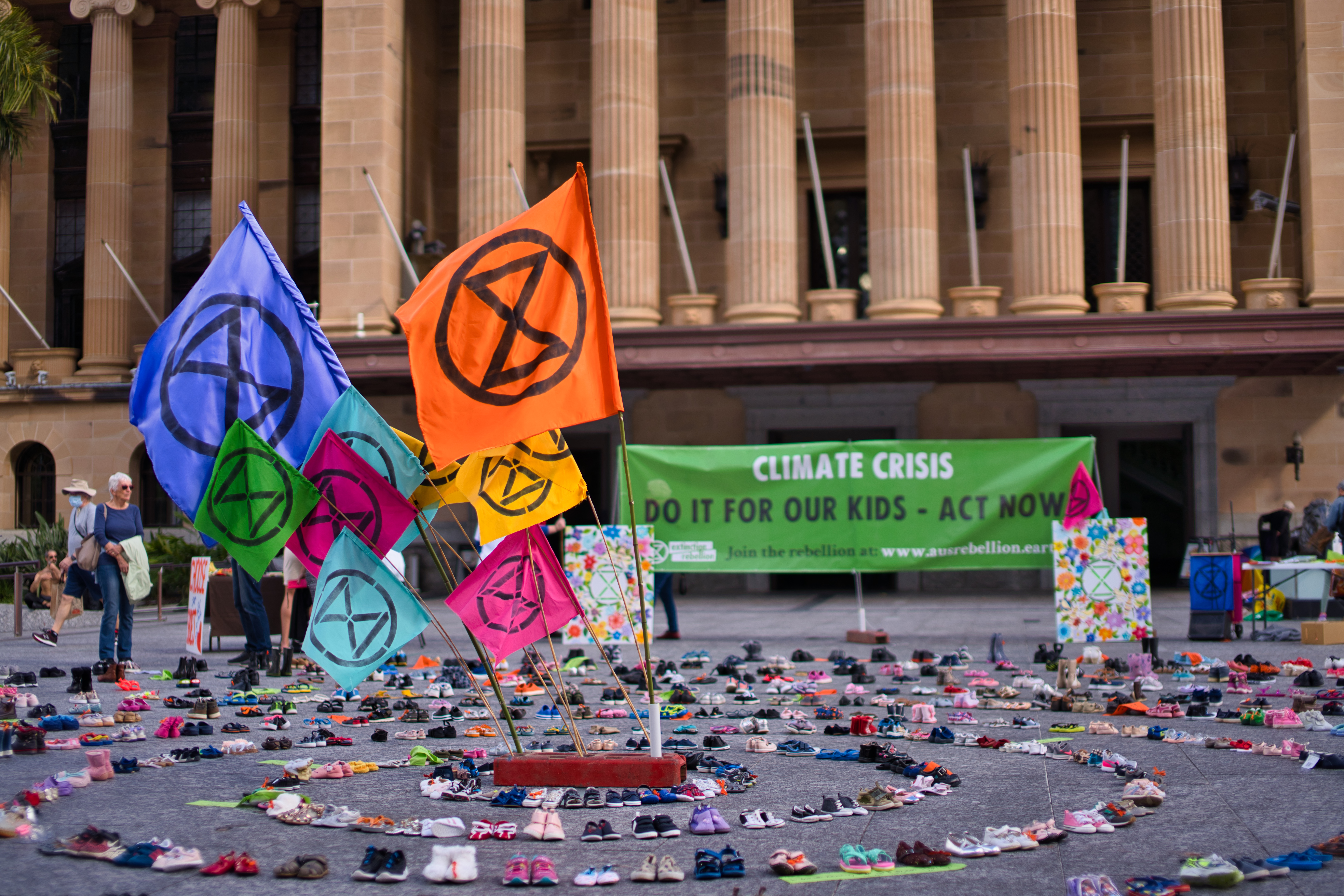
브리스베인 킹 조지 광장에서의 투쟁 (2020년)

멸종 반란은 강하게 자주적인 지역 단체들-행동들에 있어 자주 협력하는-과 함께 하는, 느슨하게 분업화된, 탈중심화된, 풀뿌리 운동인데, 운동의 조직적 역량의 중심을 형성하면서 말이다. 지역 단체는 교외, 도시 혹은 일부의 경우들에 더 넓은 지역 같은 특정한 지리적 지역성에 의해 보통 기반된다. 이 운동은 또한 대체로 주권 연대 단체들에 의해 구성된다.
엑스알의 세 가지 목표들의 추구 속에서 행동을 취하는 그리고 비폭력을 포함하는, 그것의 열 가지 원칙들에 동의하는 누구나 엑스알의 이름으로 그것을 할 자격을 얻을 수 있다.
이코노미스트 지는 더 효과적으로 활동하기 위해 자율결합체(holacracy)의 기조를 사용하는 것으로 이 단체를 정체화시켰는데 강한 영국의 반발을 받았다.

### 조직구성과 역할
멸종 반란은 탈중심화된 구조를 가진다. ‘원칙과 가치’를 그들이 존중한다는 전제 아래에서, 독립적으로 행사와 행동을 모든 지역 단체가 조직할 수 있다. 이 운동을 조직하기 위해서, 전략, 홍보, 복지, 등등에 대해 담당하는 다양한 '활동 집단들'로 지역 집단들이 구조화된다.

### 소집단들

#### 엑스알을 위한 의사들
'멸종 반란을 위한 의사들'이라는 이름을 가진 한 모둠의 보건 전문가들이 엑스알 행동들을 지지하고 그들 자신의 집회를 조직하는데, 인간 건강에의 기후 변화의 효과에 대해 경고하면서 말이다. 영국과 스위스에서 그들은 눈에 띄게 존재한다.

#### 청년 엑스알
멸종 반란의 청년 소집단--청년 엑스알--이 2019년 7월에 만들어졌다. 본부 엑스알과 대조적으로, 남반구와 원주민들에 대한 논의에 중점을 두고, 기후 정의에 더 관심을 가진다. 2019년 10월까지 영국에 55개의 청년 엑스알 집단들이 그리고 다른 곳에 다른 25개가 있었다. 모든 청년 엑스알은 1990년 이후에 태어난 사람들을 아우르는데, 평균 연령은 16살이고, 10살만큼 어린 적이 있다.

#### 기독교 기후 행동
인간이 땅에서 하느님의 청지기라고 믿으면서, 엑스알의 기독교 위원회, '기독교기후행동'은, 수많은 직접 행동 선전활동에 관련되어왔고 그리고 기후변화와 기후위기에 대한 경각심을 유발하는 다른 투쟁들에 관련되어왔다. 그것은 영국의 교회들이 기후 변화에 의해 생긴 가난과 불평등을 완화시키기를 요청했고 또한 그 집단에 대한 영국 교회의 지지의 없음에 대해 저스틴 웰비, 캔터베리 주교에게 편지를 썼다.

그것은 1000명이 넘는 구성원들을 가진다(약 150명이 직접행동을 취하면서). '당사국총회26에의 길'이라는, 기후변화에 대한 세계 지도자의 행동의 부재를 규탄하기 위해 글래스고우에서의 당사국총회26까지 500마일을 걸은 여성-활동 신앙 집단과 그것은 연대했다. '글래스고우로의 행진', '당사국총회26을 위한 순례' 그리고 '청년 기독교 기후 네트워크' 같은 다른 집단들도 그 회의장까지 걸었는데; 그들은 그 여행을 순례로 묘사했다.

## 역사

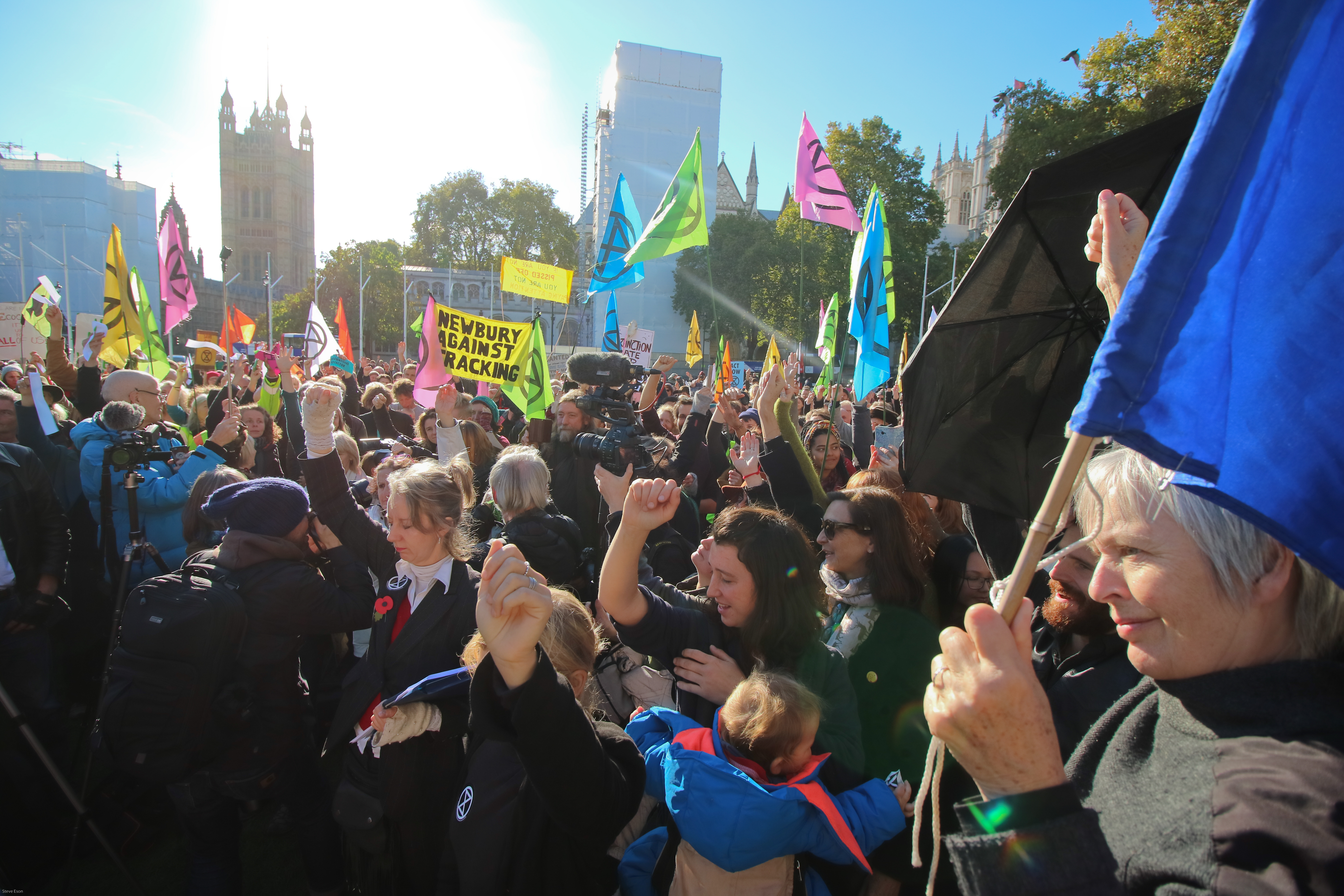
국회 광장에서의 "반란의 선언", 2018

멸종 반란은 2018년 4월에 게일 브래드브룩, 로저 핼럼 그리고 사이먼 브램월을 포함하는 활동가들의 모임에서 영국에서 발족했는데, 거기서 그들은 많은 목표들을 도출했다. 약 100개의 교육기관이 2018년 10월에 그들의 지지의 뜻으로 행동에의 촉구에 서명했고, 핼럼, 브래드브룩, 그리고 선전활동 집단 라이징 업!으로부터의 다른 활동가들에 의해 엑스알은 10월 31일에 출범했다.
'점거'의, '간디의 사티아그라하'의 사람들, 참정권운동가, <b>진 샵</b>, 마틴 루터 킹 2세 그리고 시민권 운동의 다른 사람들 같은 풀뿌리 운동들은 영감의 원천들로 일컬어져왔다. 기후붕괴를 해결하는 시급성의 공감대에 대해 애써서 전세계의 지지를 모으면서, [영감을 위한] 참고가 또한 사울 앨린스키에게서도 이루어진다. 그의 "실용입문서," 급진주의자를 위한 규칙(1972)이 "우리가 긴급상황에 대처하기 위해 움직이는 방법", 그리고 "파괴와 창조" 사이에서 균형을 맞추는 방법"에 대한 통찰을 주는 것으로 보여진다. 사람-조직하는 전략가에 의해 공적 방해라는 전략이 "강하게 영향을 받는다"고 로저 핼럼은 명확히 해왔다: "여기서 본질적 요소는 방해이다. 방해없이, 누구도 당신에게 그들의 시선을 주지 않을 것이다".
이 운동의 많은 활동가들이 체포와 투옥을 받아들이는데, 1961년의 백인위원회의 대량 체포 전략과 비슷하게 말이다.
2018년 12월 9일에, 또다른 100명의 학생들에 의해 서명된 두번째 공개 지지의 문서가 발행되었다.

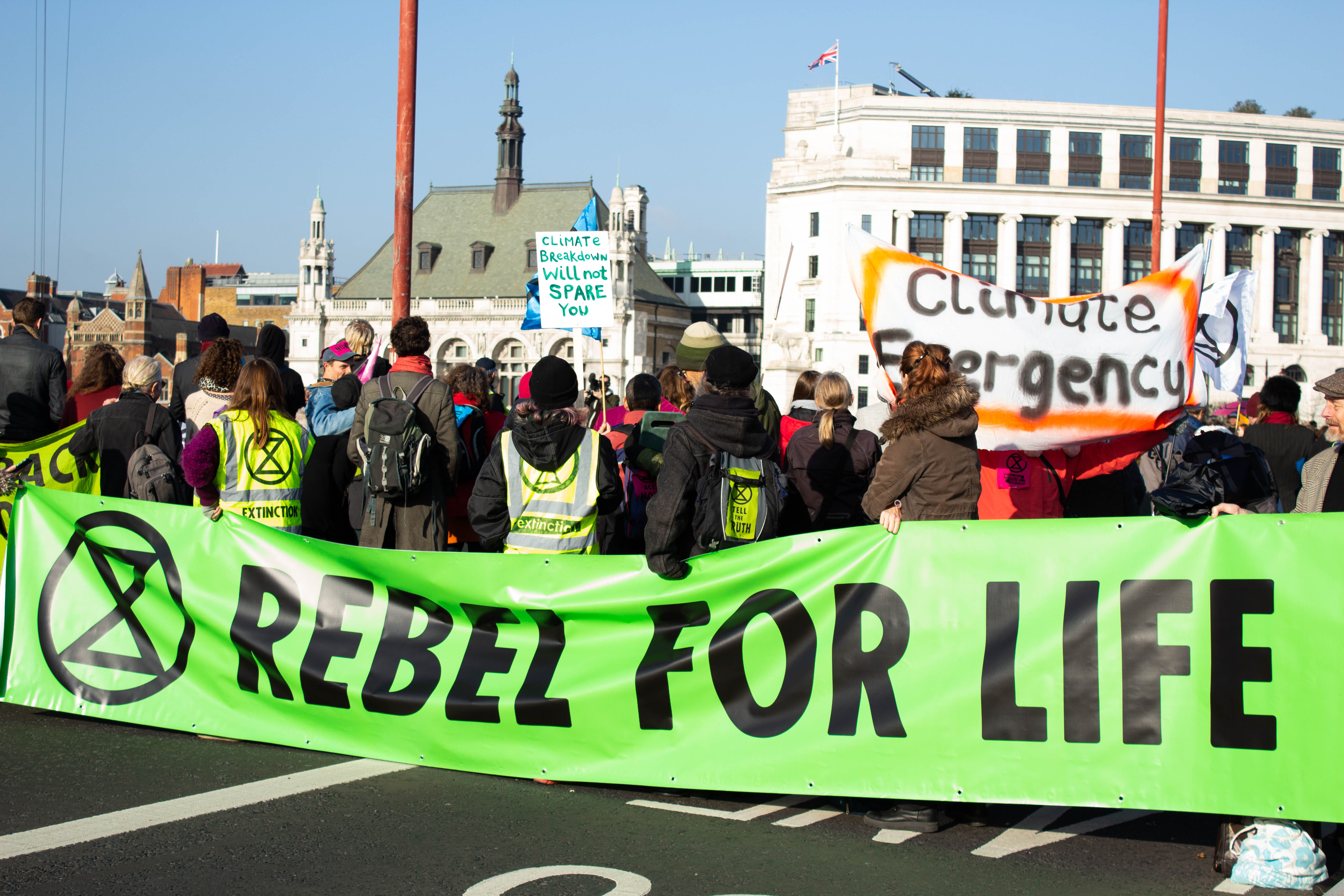
블랙프라이어즈 다리 위에서의 "반란의 날", 2018

2018년 이후로 영국, 미국, 오스트레일리아 그리고 다른 곳에서 다양한 행동들을 멸종 반란은 취해왔다.
2021년 10월 5일에, 단체는 스위스 취리히에서 거리를 막았는데, 스위스 정부가 국내에서 기후변화를 해결하는 조치를 취할 것을 요구하면서 말이다.
2021년 11월 4일에, 웨스트 케임브리지의 슐럼버거 굴드 연구소를 멸종 반란 활동가들이 막았는데 미국 기업에 의한 화석 연료 시추에 관한 연구를 막기 위해서였다. 에너지에 집중하고 있는, 글래스고우에서의 당사국총회26 기후 정상회담과 그 집회는 겹치도록 계획되었다.
2022년 4월에, 런던을 가로지르는 주요 다리들을 멸종 반란의 활동가들이 막았는데, 그들 중 두명이 올림픽 선수였다. 활동가들이 기름 탱크에 올라가기, 구조물에 그들자신을 묶기, 혹은 기름 저장소의 도로를 막기 이후에 체포되었다. 스태포드셔 탐워스 근처의 석유 터미널에서의 집회를 '당장 석유를 멈춰라'라는, 엑스알 연대단체가 연 후에 9명이 기소되었다.

## 전술로서의 체포
경찰 시간을 낭비하기에 그리고 다른 사람들을 막기에 의해 멸종 반란이 그들의 주장에 관심을 일으키는 전술로서 대량 체포를 사용한다. 멸종 반란 설립자들은 그 전술을 모두 사용했던, "참정권운동가들, 인도 소금 행진하는 사람들, 시민권 운동 그리고 폴란드와 동독 민주주의 운동"의 역사를 연구했고 기후위기에 그들의 교훈들을 적용하고 있다. 공동설립자 로저 핼럼은 다음과 같이 말했는데 그것은 "편지, 이메일, 행진은 먹히지 않는다. 여러분들은 감옥에 갈 약 400명의 사람들을 필요로 한다. 약 2에서 3천명의 사람들이 체포될 것이다."
2019년 6월과 7월에 그해 4월에 체포되었던 일부의 멸종 반란 지지자들이 영국 법정에 나타났다. 7월 25일에 68세의 시위자가 특정 지역으로부터 고착시키는 투쟁을 해산하는 권한을 경찰에게 주는 14조 명령을 어겨서 기소되었고, 조건부 기소유예를 받았다. 4월 12일에 법정에 30명이 넘는 활동가들이 출석했는데, 다양한 날에 다양한 장소에서 경찰 간부에 의해 부과된 조건을 지키는데 실패한 대중 집회 참석자여서 각각 기소되었다. 일부는 유죄를 시인했고, 대부분 조건부 기소유예를 받았다. 무죄를 주장했던 사람들에 대한 공판이 9월과 10월에 이루어질 것이다.[needs update]
런던에서의 2019년 4월 투쟁에서 1130건의 체포가 이루어졌고, "세계적 반란"의 일부로서 런던에서의 이 주에 걸친 2019년 10월 행동 동안에, 1832건의 체포가 이루어졌다. 유럽의회 녹색당 웨스트 미들랜드 지역구 의원인 엘리 초운즈를, 뿐만 아니라 녹색당 공동대표이자 램버스 구의회의 야당 대표인, 조나단 바틀리를 이것은 포함했다.

## 지지와 기부
2019년 4월 15일에 시작한, '세계 반란' 기간에, 다양한 출처로부터 지지의 행동과 메시지가 도착했는데, 여배우 에마 톰슨에 의한 발언을, 학교 파업 대표 그레타 툰베리에 의한 공식 방문을, 그리고 전 나사 과학자 제임즈 핸슨으로부터의 그리고 언어학자이자 활동가인 노암 촘스키로부터의 발언을 포함해서 말이다.
1539명의 참여자를 여론조사하며, 4월 중순 런던 점거의 첫 이틀 동안에 수행된 연구는 응답자의 46퍼센트가 반란을 지지하는 것으로 나타났는데; 하지만, 2019년 10월의 3482명의 영국 성인의 여론조사는 지지가 더 낮다는 것을 그리고 응답자의 54퍼센트가 "런던을 마비시키"는 것을 목표로 삼는 행동들에 강하게 혹은 다소 반대하는 것을 나타냈다. 4월 17일의 투쟁은 여행자들을 고립시키며, 버스를 포함한 교통 수단에의 접근을 막았다.
2019년 5월에, 기후 비상 무소속의원들로서 런던과 사우스 웨스트 잉글랜드 선거구의 유럽의회 선거의 후보로 로저 핼럼과 8명의 다른 사람들이 나섰다. 그것들 중에서, 두 선거구에서 나온 391만 7854의 총 투표 중에 7416표를 그들이 얻었다.
2019년 6월에, 교수를, 공공보건인력을, 그리고 왕립대학의 전 총장을 포함해서, 영국과 다른 곳의 1000명의 보건 전문가들이 끝나지 않는 생태적 비상사태에 대한 "놀랍도록 부적절한" 정부 정책에 대한 대응으로 전국의 비폭력 시민 불복종을 요구했다. 정치인과 뉴스 매체에게 끝나지 않는 생태적 비상사태라는 현실을 대면하도록 그리고 행동을 취하도록 그들은 요구했다. 학교 파업 운동을 그리고 멸종 반란을 그들은 지지했다.
2019년 7월에 트레버 닐슨, 로리 케네디 그리고 에일린 게티가 기후비상기금(시이에프)을 출범시켰는데, 그레타 툰베리에 의해 그리고 4월에 영국의 멸종 반란 활동가들에 의해 고취되어서 말이다. 뉴욕시와 로스앤젤레스에 있는 멸종 반란 단체들에 그리고 미국의 기후를 위한 학교 파업 단체들에 거의 50만 파운드를 그것은 기부했다. 2019년 9월에 기금에 60만 달러(48만7천 파운드)를 게티를 약속했다.
크리스토퍼 혼은 단체에 5만 파운드를 주었고 그가 공동설립한 자선단체인, 어린이투자기금재단은 15만 파운드 이상을 기부했다.
마이클 스타이프는 지지자이고; 그의 데뷔 솔로 싱글인, "너의 제멋대로의 영혼"으로부터의 모든 수익이 멸종 반란에 갈 것이다.
2020년 2월 6일에, 환경운동 단체인 '지구를 움직여라'는 '삶의 수호자'를 내놓았는데, 인간성과 자연 세계에 직면하는 가장 무거운 사안을 강조하는 첫번째 12편의 단편 영화이다. 그 사업에 의해 모인 돈은 '아마존 와치'와 멸종 반란에 갈 것이다.
2021년 9월에, 3296명의 영국 성인들에게 멸종 반란에 대한 그들의 생각에 대해 유고브가 물었는데, 그중 19퍼센트는 "매우 긍정" 혹은 "다소 긍정"이었고, 49퍼센트는 "다소 부정" 혹은 "매우 부정"이었다.

## 비판

### 다양성
벤 스모크, 스탠스테드 15 중의 한명은, 가디언에 글을 쓰면서, 대량 체포하는 엑스알의 전술을 비판했다. 엑스알이 투옥에 대해 사소하게 말한다고 그리고 영국의 흑인, 아시아인 그리고 소수 인종의 투옥이라는 부정적인 경험을 간과한다고 그는 썼다. 엑스알이 사람들의 법정 공판 위험을 묵인하고 있다고 그는 또한 썼는데 환경운동으로부터, 관련한 개인들로부터 상당한 "자원, 시간, 돈 그리고 에너지"를 끄집어내면서 말이고 그것들은 기후변화에 의해 가장 영향을 받는 사람들을 향해 다른 식으로 전해질 수도 있는 것이라고 말이다. 체포의 지출과 시간의 여유를 가질 수 있는 사람들의 전유물만이 아닌 전술을 스모크는 대신에 추천했다. 그는 또한 썼는데 비록 기후변화를 해결하는 것에 정부가 더 많이 집중하도록 하기 위해 의도되었을 수도 있지만, 그것은 대신에 반투쟁 입법을 늘리도록 정부를 압박할 수도 있다고 말이다.
엑스알의 중산층 백인 특권에 대한 비판은, 그것의 대량 체포 전술은 유색인은 백인만큼 체제에 의해 관대하게 대우받지 않을 것이라고 생각하지 않는다는 비판은, 흑인, 홍인 그리고 원주민의 목소리에 집중하는 환경운동 단체인, '지구의 소외된 존재들'로부터 엑스알로의 공개 서한에서 또한 강조되었다. 단체는 다음의 것에 대한 그들의 단호함과 헌신을 언급하면서 감사인사로 이 비판에 대답했는데, 그것은 소속정도의 다양성 뿐만 아니라 관련맺음의 유형들의 다양성(예를 들어, 엑스알의 적극적 회원이 되기 위해서 징역형에 대해 누구도 자원할 필요가 없다)이다.
마틴 루터 킹 2세(엑스알의 방향잡는 영감의 원천들 중 하나)에 대한 관심을 멸종 반란의 일부가 또한 불러일으켰는데 이런 관점에서, 차별을 끝장내는 시민 불복종에 대한 그의 요구는 인종이나 피부색과 상관없이, 의지를 가지고 있고 능력이 있는 모두를 향해진 요구였다고 말하면서 말이다.
운동이 미국으로 확장되었을 때, 네번째 요구안이 그 단체의 요구안 목록에 추가되었다: 다음을 위해서인데 그것은 "가장 힘없는 원주민 독립성을 우선시하는 [그리고] 다음과 같은 치료와 치유를 확립하는 온전한 이행이며 그 치료는 수년간의 환경적 불평등에 있는 흑인, 원주민, 유색인 그리고 가난한 사람 그들에 의해 이루어지고 그들을 위한 것이다."

### 계급
캐런 벨, 웨스트 오브 잉글랜드, 브리스톨 대학에서의 인문지리학 및 환경 정의의 관련 학과의 상급 강사는, 노동계급 조직과 지역민에 멸종 반란 같은 환경단체들이 강하게 뿌리를 내리지 않는다고 가디언 지에 썼고, 그것이 문제라고 그녀는 말했는데 왜냐하면 지속가능성으로의 급진적 이행을 위해 필요한 대중에 기반한 지지를 만드는 것은 환경운동의 모든 계층들, 특히 노동계급으로부터의 도움을 필요로 하기 때문이라고 말이다. 노동당 그림자 내각의 한 명인 리사 낸디는 2019년 10월에 가디언 지에 그 조직을 비판했는데, 시민 행동에 대한 요구는 중산층 도시 주민의 생활을 완전히 본보기로 삼을 수 없다"고 말하면서 말이다.

조지 몬비오도 "멸종 반란은 너무 백인적이고, 너무 중산층적이다"라고 가디언 지에 썼다. 캐닝 타운 투쟁, 그것에서 두명의 활동가가 캐닝 타운 역에서 기차에 올라가서, 기차에서 그들을 떼어내려고 시도하는 노동 계급 통근자들을 발로 찼는데 그후에 승강장에 끌려내려져서 집단폭행당했고 그 투쟁은 계급 사안에 관심을 집중시켰고 엑스알 대변인으로부터의 사과로 이어졌다.

### 시간 척도
에너지와 기후지식단위, 강한 행동과 요구라는 엑스알의 노선을 지지하는 그것에 따르면, 엑스알에 의해 요구되고 있는 시간 틀은 "기술적으로, 경제적으로 그리고 정치적으로 절대로 수행될 가능성이 없는 야망"이다. 과거의 정부의 행동하지 않음 때문에, 그렇게 짧은 시간 틀 안에서 탄소중립을 이루는 것은 어려울 것이다. 2025년까지 탄소중립으로 가는 한가지 방법은 비행기 타는 것을 없애는 것을 포함할 것이고 3800만 가솔린과 경유 차가 도로로부터 제거될 필요가 있을 것이라고 그것은 말했다. 2600만 가스 보일러가 6년 내에 끊어질 필요가 있을 것이다. '긴급이행연대'와 '대안기술센터'는 특정된 날짜에 대해 더 긍정적이다.

### 추측된 극단주의
'정책 교환'이라는, 영국에 기반한 보수적 싱크 탱크에 의해 "극단주의 반란"이라고 불린 보고서는 멸종 반란은 자유로운 민주주의의 그리고 법 질서의 파괴를 추구하는 극단주의 조직이라고 말했고, 그 보고서는 단체의 불법화를 요구했는데; 경찰, 범죄, 재판법 2022는 미국에 있는 석유와 가스 회사인 엑손모빌에 의해 3만 달러의 기부를 2017년에 받은, '정책 교환'에 의한 2019년 보고서에 근거를 두었는데, 멸종 반란을 목표로 삼기 위해서 말이다.
2019년에, 경찰 남동부 대테러대응단은 신나치와 이슬람 테러집단에 이어서 멸종 반란을 다음과 같이 분류하였는데, "이데올로기적 극단주의로부터 아이와 성인을 지키기"라고 불리는 안내서에서 위협으로 말이다. 매체 질의 후에, 이 안내서를 그들은 회수하고 부정했는데, 멸종 반란의 등재는 실수였다고 말하면서 말이다. 프리티 파텔, 앞서 말한 치안 발의안을 지지했던 그는 그 안내서가 파기된 후에 멸종 반란을 극단주의 단체로 만드는 결정을 인정했다.

### 정치와 이데올로기
멸종 반란의 세번째 요구안("정부는 기후와 생태 정의에 대한 시민모임의 결정 그것을 만들어야하고 그것에 의해 운영되어야한다")은 "정치를 넘어서는" 요구로서 그것의 지도부에 의해 요약되어왔다. 이 운동의 행동에 참여했던 사람들을 포함한, 사회주의자들에 의해 이 요구안은 비난받아왔다. 2019년 4월에 인디펜던트 지에 글을 쓰면서, 나타샤 조세트, 반인종주의 활동가이자 '그린 뉴딜을 위한 노동'의 회원인 그는 소수인종을 잉여화하는 이유 그리고 "기후위기는 신자유주의적 자본주의의 결과, 그리고 착취의, 빼앗음의 그리고 억압의 세계적 체제의 결과이다"라는 것을 인식하지 못 하는 이유 둘모두 때문에 멸종 반란을 비난했다. 또한 인디펜던트 지에 글을 쓰면서, 아마딥 딜론은 다음과 같이 주장했는데 그것은 넷제로 탄소 배출에 대한 엑스알의 좁은 시야는 그것이 채굴주의와 위협을 무시한다는 것을 의미한다는 것이며그 위협은 기업들에 의해 착취적 영역에서 만들어진 환경에의 위협인데 그들의 경제적 이익을 지키고 확장하기 위해 녹색분칠을 이용하면서 그러하며, 엑스알의 기조는 "백지수표"라고 주장하면서 말이다.
2019년 10월에, 에리카 아이슨, 엑스알 참여자인 그가, ‘커런트 어페어즈’ 지에 사설을 썼는데 그것에서 그녀는 이 운동의 “정치를 넘어서” 표어를 다음의 것에 연결시켰고 그것은 시민들 모임에 대한 요구에 뿐만 아니라 환경을 넘어선 사안들에 입장들을 취하기를 거부하는 것에도 연결했는데 가능한 폭넓은 지지대를 만들기 위해서 [거부했고], 정치적 정체성에 기반해서 모임을 조직하는 것에의 이 운동의 금지를 강조하면서 말이다. 그녀는 다음과 같이 주장했는데 “우리의 현재 경제 체제는 이 지구에서의 지속되는 삶과 양립할 수 [없다]. 제안된, 자본주의를 그대로 유지하는 기후 해결책은 전체적으로 어떤 종류의 해결책이라고 시늉하는 것은 비현실적이고 무책임하다”고 말이다. 그녀의 시각으로, 반자본주의적 입장을 말하는 것에 실패하는 것은 환경적으로 파괴적 행동에 책임이 있는 대기업들에게 “조용한 지지를 보내[는 것]”에 의해 이 운동의 신뢰를 감소시킨다. 좌파적 시각을 껴안기에 실패하는 것은 극우단체들이 환경운동가 이론을 등에 업고 악용하는 공간을 줄 것이라고 그녀는 또한 주장했는데 크라이스트처치 사원 총격 사건과 2019년 엘파소 총격 사건의 예들을 언급하면서 그랬고 두 사건의 가해자들 모두는 환경적 관심사를 언급하는 구호를 남겼다. 아이-디라는 잡지에 2019년 12월에 글을 쓰면서, 엑스알과 프랑스 5월 68혁명이라는 그리고 점거 운동이라는 사건 같은 이전의 탈중심화한 투쟁 그 두가지 사이의 유사점을 나탈리 올라는 도출했는데, 정해진 요구안들에서의 공유된 명확함의 결여는 후자의 두 운동들의 영향을 감소시켰다고 주장하면서 그리고 "소수집단이 높은 비율의 배출에 책임이 있기 때문에 그리고 빈곤층이 가장 나쁜 영향에 그 자리에서 대면하기 때문에" 기후변화와 계급정치는 "분리될 수 없다"고 주장하면서 말이다.

## 매체 보도

### 1.
2019년 10월의 "세계 반란"에 대한 분석은 다음과 같이 나타내는데 그것은 "이 운동은 온라인 매체 보도로 7만 번 넘게 언급되었다. 이 중에, 온라인 보도의 43.5퍼센트가 영국, 다음에 15.2퍼센트가 독일, 14.6퍼센트가 오스트레일리아 그리고 12.1퍼센트가 미국에서 있었다."

### 2.
영국 Logistics Manager 2022년 8월 10일 기사는 다음과 같다.

#### '멸종 저항'이 논란이 되는 케터링 창고 공사에 대해 저항하다
By LIZA HELPS  10th August 2022

Environmental protection campaign group Extinction Rebellion
환경보호 운동 단체인 멸종 저항은
has arrived at the private stately home of the Duke of Buccleuch 
버클루 공의 개인 소유 주택에 도착했는데
in protest against the landowner’s plans for a 400,000ft2 plus industrial and logistics scheme in Kettering, Northamptonshire.
노샘프턴셔 케터링에서의, 40만 제곱 피트에 대한 땅소유주의 계획들에 맞선, 그에 더해서 산업적이고 물류적인 계획에 맞선 투쟁으로 말이다.
It was reported that 
다음의 것이 보도되었는데 그것은
around 50 activists arrived at the Broughton Estate
약 50명의 활동가들이 브로턴 지구에 도착했으며
to demonstrate against the proposals which have been altered due to backlash. 
반대 때문에 변경된 공사계획에 반대하여 투쟁하기 위해서라는 것이다.
Campaigners are continuing to fight the proposals 
활동가들은 계속해서 그 공사계획에 대해 싸우고 있는데
because an area of green space and walking routes could still be lost.
왜냐하면 녹지의 그리고 산책로의 공간이 여전히 사라질 수 있기 때문이다.
If approved, the development will also result in the loss of a sizeable wildflower meadow, 
통과된다면, 그 공사는 또한 상당한 크기의 야생 목초지의 파괴로 이어질 것인데,
negatively impacting local wildlife and ecosystems.
지역 환경과 생태계에 부정적인 영향을 미치면서 말이다.
The application by Buccleuch Property, 
'버클루 자산 [회사]'에 의한 [단체들의] 연대(application)는,
went in on 3 March 2020 and by 19 April 2020, 
2020년 3월 3일에 시작해서 2020년 4월 19일까지 진행되었는데,
a full-blown campaign to stop the development known as Save Weekley Hall Wood – featuring campaigners from Extinction Rebellion, the Green Party, Labour, Greenpeace, Friends of the Earth, and Kettering Eco Group 
'위클리 홀 우드 [숲] 구하기'로 알려진, 공사를 멈추는 최대의 역량을 쏟는 선전활동 – 멸종 저항, 녹색당, 노동당, 그린피스, 지구의 친구들, 그리고 케터링 에코 그룹에서 온 활동가들이 참여한 선전활동이
was in full swing with Twitter, Facebook, and Instagram accounts as well as a Change.org petition.
트위터, 페이스북, 그리고 인스타그램 계정들 뿐만 아니라 체인지 점 오그 [홈페이지] 서명으로도 최대의 가동 상태에 있었다.
Around 21,000 people have now objected but plans have not been withdrawn.
약 2만 천 명의 사람들이 지금까지 반대해왔지만 계획들은 철회되지 않았다.
An Extinction Rebellion spokesperson told the local press that 
멸종 저항 대변인은 지역 언론에 다음과 같이 말했는데 그것은
they had a mandate to defend Weekley Hall Wood and 
그들이 위클리 홀 우드를 보호할 권한을 가지고 있고
would prepare themselves for direct action when construction starts on site.
공사가 그 장소에서 시작될 때 직접 행동을 위해 그들자신의 마음을 다잡을 것이라는 것이었다.

### 3.
영국 일간지 가디언의 2022년 8월 17일 수요일 15시 (동부일광절약시간 기준) 기사에 따르면, 다음과 같이 알려졌다.

##### 영국 환경단체 ‘멸종 저항을 위한 의사들’의 투쟁이 ‘메릴본 크리켓 클럽’(이하 엠씨씨)의 사업들에 사람들의 이목을 끌게 하다

###### 로즈[크리켓 운동장](이하 로즈)에서의 밝은 오렌지색 투쟁은 예의를 갖추었고 오래 지속되지 않았지만 기후 위기 상황에서 스포츠의 후원 사업에 사람들의 이목을 끌었다.
오후 두 시 정각에 로즈에 비가 내렸다. 경기장들이 경기장에서 빠르게 걸을 때, 그리고 관중들이 그들의 우산을 꺼낼 때 혹은 비를 피하기 위해 서두르기 시작할 때, 에드리치 스탠드의 가장 높은 좌석에서 거대한 주황색 현수막이 아래로 펼쳐졌다.
“제이피 모건이여,” 그것에 쓰여있었다. “새로운 석유와 가스에 자금조달하는 것을 멈추어라”.
다른 쪽에 있는 협찬사 간판에 쓰인 것과 일치해서 “제이피 모건” 글씨체가 쓰여졌다.
그 회사는, 새로운 화석 연료의 발굴에 있어서 세계 선두의 투자자인데, 그 회사는 지난 십 년 동안 엠씨씨의 주요 협력사이어왔고 그것의 이름 알리기는 전세계에서 진행된다.
로즈에서 투쟁이 벌어진 것이 처음이 아니었지만,
누군가가 다음과 같이 한 것은 오랜 세월 중에 처음인데 그것은 가까스로 직원을 지나쳐서 현수막을 몰래 가지고 들어갔다는 혹은, 아마도, 
그것을 하기 위해 기꺼이 표를 샀다는 것이다.
최근 몇 년간 여기 활동가들은 출입구들 밖에서 머물러 있는 경향을 보여왔는데, 혹은 2008년에 한번은, 그것들에 그들 자신을 묶었다. 
그것은 모두 매우 예의를 갖추었다. 그것의 배후에 있는 남성과 여성, 크리스 뉴먼 그리고 앨리스 클랙은, 둘다 멸종 저항을 위한 의사들의 회원인데,
그들은 그것을 시간조절해서 그것이 경기를 방해하지 않도록 했는데, 왜냐하면 그들이 모든 사람들의 하루를 망치길 원하지 않았기 때문이라고 설명했다. 경기자 대기소 앞에 앉아있는 살찐 엠씨씨 회원보다 그들이 덜한 방해물이었다는 것을 그것은 의미하는데, 그는 경기를 지연시켰는데 그때는 그의 눈부신 달걀과 베이컨 철판 접시가, 벤 스톡스가 그의 방망이를 휘두르는 것을 방해할 때였다.
그것을 치우라고 직원들이 그에게 말했다. 그들은 또한 현수막도 아래로 끌어내린 다음에, 뉴먼과 클랙을 안내해서 경기장 밖으로 나가게 했다.
“그들은,” 뉴먼은 말했다, “그런 행동에 있어서 매우 친절했다.” 
그래서, 현수막은 긴 시간 동안 걸려있지 않았지만, 그것은 엠씨씨를 당황하게 하지 않았는데, 그 클럽은 그들의 친환경 자격을 강조한다.
그들은 그날의 몇 시간 후에 다음의 입장문을 내놓았다:
"엠씨씨는 지속가능성을 그것의 클럽 운영의 최우선으로 정하는데, 그것은 우리의 환경적, 사회적 그리고 운영적 전략 안에서 이루어지는 것으로서 그러하고, 그 클럽은 많은 다른 계획들(initiatives) 중에서, 2016년 이후로 로즈의 100퍼센트 재생가능 에너지로의 운영을 이루어 왔다. 제이피 모건은 엠씨씨와 로즈에서의 크리켓 경기에 있어서, 최우선의 동반자이고 오랜 지지자이고 우리는 그들과 일하고 있는데, 모든 우리의 협력사들과 우리가 그러듯이, 클럽이 가진 환경적 가치에 발맞추면서 말이다."
제이피 모건의 홍보부서도 반응했다. 이상하게도, 그들의 입장문은 다음의 두가지를 언급하지 않았는데 하나는 2020년에서 21년 사이에 화석연료에 그들이 투자한 810억 달러이고, 다른 하나는 같은 기간에 그들의 화석연료 생산에의 투자를 12억8천에서 38억 달러로 늘렸다는 것이다.
—-------사진 설명—--------
로즈 경기장의 현수막
제이피 모건과 엠씨씨의 후원 사업에 반대하는 투쟁은 대담하고 찬란했다.
사진: 애쉴리 웨스턴/컬러스포트/셔터스탁
—------------------------------
“2021년에, 우리는 재생가능한 에너지, 에너지 효율 그리고 지속가능한 교통수단 같은 친환경 활동을 위해 1000억 달러 이상을 투자했고,
[우리는] 우리의 친환경 투자금 관리 활동을 두 배로 늘렸고 [우리는] 가장 큰 녹색 산업 채권의 보증 회사였다,”고 제이피 모건의 대변인은 말했다. 
"10년 이상에 걸쳐서 친환경 계획들(initiatives)을 위한 1조 달러라는 우리의 목표를 향해 우리가 밀고 나가도록 이 노력들은 돕는데, 기후변화를 해결할 기술, 하지만 아직 존재하지도 않는 기술을 포함해서 말이다. 우리의 2030[목표]를 달성하기 위한 현실적인 절차도 우리는 또한 밟고 있는데 … " 계속 이어진다.
그래서 아마도 그것이 충분하지는 않으니까, 뉴먼과 클랙으로 다시 돌아가자. 그들은 다음과 같이 말했는데 그것은 스탠드에 있는 그들 주위의 사람들이 그들의 현수막에 환호했는데 그들이 그것을 펼칠 때 그랬다는 것이고, 그 다음에 클랙이 직원들로부터 그것을 다시 빼앗았을 때 다시 환호했는데 그들이 그것을 가로챈 후에 그랬다는 것이다.
"저희는 급진주의자가 아니에요. 옳은 것을 저희는 하려고 하고 있을 뿐이에요,"라고 클랙이 말했다.
"제이피 모건은 이 협찬사업을 이용하는데
[그리고 로즈가 유일한 것이 아니고, 또한 영연방 체육대회와 국립 초상화 미술관도 있다]
이미지를 세탁하기 위해서인데 현실은 그들이 세계를 선도하는 화석연료 증가의 돈줄일 때 말이다."
담배 산업에 의해 쓰이는 광고 비용과 그것을 클랙은 비교하고, 크리켓은, 물론, 존 플레이어(담배회사) 리그와 벤슨 앤드 헤지즈(담배회사) 컵 그리고 등등과도 전부터 관계를 가져왔다.
"이것은 피 같은 돈이고, 우리가 그것을 그렇게 부르기 시작할 필요가 있다."
어떻게 당신은 그것에 대항하여 맞서는가?"
클랙이 물었다.
"제이피 모건은 이 운동장 곳곳에 그들의 간판을 세우기 위해 제정신이 아닌 액수의 돈을 지불한다.
광고 반대 선전활동을 수행하는 수십만 파운드를 우리는 가지고 있지 않다. 우리는 150파운드만 가지고 있어서 여기에 오는 표를 샀고 그래서 오 분 동안 우리의 현수막을 걸었다."
그들은 이미 모든 그들의 홍보 문구를 들었다.
"그들이 많은 친환경 투자를 하고 있다는 것을 우리는 안다," 뉴먼이 말했다.
"글쎄, 좋지만, 그것은 다음과 같은데 그것은
누군가에게 독을 주고 그 다음에 적은 양의 해독제도 당신이 주었다고 자랑스러워하는 것이다."
엠씨씨도 마찬가지다. 그들은 풍력으로 생산된 전기로 완전히 전력을 공급받고, 그들은 매립장으로 어떠한 쓰레기도 보내지 않고, 그들 자신의 지속가능성 담당자, 러셀 시모어는
게임에의 기후변화의 영향에 대한 최근의 히트 포 식스(환경단체) 보고서의 발행에 기여했다.
그들이 마땅히 모든 그것에 자랑스러워할 수 있다.
그것은 그들이 잘못 해온 것에 대해 그들을 당황스럽게 하는 것을 막지 말아야한다….

### 4.
영국 Gazette Standard 2022년 9월 1일 기사는 다음과 같다.

#### 영국 환경단체 멸종 반란이 콜체스터 바클리즈 은행 '청소'에 나서다
1st September 2022
By Tom Dalby

멸종 반란 활동가들이 번화가 은행을 청소하기 위해서 대걸레와 먼지 털이개를 사용했는데 
그때는 화석연료에의 그 회사의 투자에 반대해서 집회할 때였다.
토요일에 콜체스터 바클리즈에서 "예정되지 않은 청소"에 그 집단이 들어갔는데,
은행 안으로 스폰지, 대걸레 그리고 먼지 털이개를 가지고 들어가면서 말이다.
활동가들은 다음과 같이 말했는데 그것은
은행의 창문을 닦고 내부를 청소함으로써
화석연료에 투자하는 것에 대해 바클리즈를 그들이 비판하고 있다는 것이었다.
바클리즈가 영국 최대의 화석연료에의 투자자라고 그 단체는 주장하는데,
다음과 같이 덧붙여 말한다:
"석유, 가스 그리고 석탄에의 투자는 기후위기를 가속화하고 있다."
활동가들은 덧붙여 말했다:
"기후비상사태는 우리가 당면한 가장 큰 위협이다."
정부는 그것이 기후에 대해 관심을 가진다고 말하지만,
그것의 목표를 달성하기 위해 시작조차 하지 않았다.
그것은 정신나간 짓이고 사람들이 외쳐야만 그것은 멈출 것이다."
"콜체스터 투쟁은 바클리즈에 반대하는 더 큰 일련의 투쟁들 중의 하나인데
그것들은 잉글랜드와 웨일즈 전역에서 일어나고 있고 '바클리즈는 없는 게 나아'라고 불린다."
"일련의 다양한 투쟁들로 화석연료에 투자하는 것을 멈추는 것에 대한 그 은행의 지속되는 거부에 맞서기 위해 활동가들은 계획을 세우고 있다."
클랙튼에서 온 봉사자 로지 도즈는 말했다: 
"우리는 바클리즈를 청소하기로 결정했는데
왜냐하면 그들이 유럽에서 가장 더러운 은행이기 때문인데, 석유, 가스 그리고 시추에 수십 억원을 투자하면서 말이다."
"기후위기를 해결하도록 우리를 돕는 대신,
바클리즈는 적극적으로 그것을 악화시키고 있다."
그 주장에 답하면서, 바클리즈 대변인은 다음과 같이 말했는데 그것은
그 은행이 2050년까지 "탄소중립"이 되는 목표를 세운 첫번째 중 하나였다는 것이다.
"우리는 우리 역할을 하기로 결심했는데
기후변화라는 시급하고 복잡한 도전을 해결하는데 있어서 말이다,"
그녀가 말했다.
"우리는 모든 우리 투자 활동을 다음의 것과 일치시키는데 최선을 다했는데 그것은
파리협약의 목표와 일정이다.
"그 계획을 행동에 옮기는 세 단계 전략을 우리는 가지고 있다:
탄소 중립 경영을 실현하는 것, 우리의 자금이 투자된 탄소 배출을 줄이는 것, 그리고 전환에 투자하는 것.
“실제적으로, 이것은 다음을 의미하는데 그것은
우리의 자금이 투자된 운용자산구성(portfolio) 중에서 네 가지의 가장 많은 탄소배출을 하는 분야들에서의, 우리의 자금이 투자된 탄소배출을 줄이는 2030 목표를 우리는 세웠다는 것인데,
두 가지의 가장 많은 탄소배출을 하는 분야인, 에너지와 전력에 대한 추가적인 2025 목표와 함께 말이다.
“우리는 600억 파운드 이상의 녹색 투자를 또한 해왔고 우리는 우리 자산 1억7500만 파운드를 혁신적인 그리고 친환경의 새싹기업에 투자하고 있다.”

### 5.
영국 Bunkered 2022년 8월 14일 기사는 다음과 같다.

#### 영국 '멸종 저항' 활동가들이 물 사용 제한 중에 골프장을 막는 직접 행동에 나서다
By bunkered.co.uk — 14 August, 2022

Protestors from the Extinction Rebellion group have claimed responsibility for a series of attacks on golf courses in the south of France.
프랑스 남부의 골프장에의 일련의 공격에 대해 '멸종 저항' 단체의 활동가들이 자신들 소행이라고 밝혔다.
As first reported by the BBC, the group says 
비비씨에 의해 처음으로 보도하면서, 그 단체는 다음과 같이 말하는데 그것은
it was behind the pouring of cement into holes on the greens at a number of courses close to Toulouse. 
툴루즈 근처의 많은 골프장의 코스의 홀 안에 시멘트를 부은 사건의 배후에 그 단체가 있었다는 것이다.
The vandalism is understood to be a reaction to golf being granted an exemption from a water ban
골프가 물 사용 제한에서의 제외를 받은 것에 대한 대응으로 그 방해 행동은 이해되는데 그 제한은   
current in effect across much of the country. 
대부분의 프랑스 전역에서 현재 적용되고 있다.
A state of crisis has been declared across approximately two-thirds of France, 
거의 삼 분의 이의 프랑스에서 비상사태가 선포되었는데,
with rainfall down by 85% for the time of year. 
강수량이 매년 이맘 때의 85퍼센트 감소한 상태에서 말이다.
Around 100 French villages are currently understood to be short of drinking water, 
약 100개의 프랑스 마을이 현재 식수가 부족한 상태라고 확인되는데, 
with local residents currently banned from watering their gardens or washing their cars in the worst-hit areas. 
가장 많이 부족에 처한 지역에서 지역 주민들이 현재 정원에 물을 주거나 세차하지 못 하도록 금지되면서 말이다.
Golf courses, however, have been allowed to continue watering, 
골프장은, 하지만, 계속해서 물을 사용하도록 허용되어왔는데,
albeit at night and using no more than 30% than their usual quantities.
비록 야간에만 그러하고 그리고 그들의 평균 사용량의 30퍼센트를 넘겨서 사용하지 못 하지만 말이다.

## 같이 보기
- 기후운동
- 청소년 기후행동